# Zamojskie Towarzystwo Fotograficzne
Zamojskie Towarzystwo Fotograficzne – polskie stowarzyszenie fotograficzne utworzone w 27 czerwca 1961 roku.

## Historia
Zamojskie Towarzystwo Fotograficzne utworzono z inicjatywy członków założycieli – Bernarda Borowskiego, Józefa Dudy, Stanisława Dudzińskiego, Andrzeja Dziuby, Witolda Kobasa, Zbigniewa Kobaza, Antoniego Knapa, Mieczysława Kołdyja, Romualda Kołodzejczyka, Andrzeja Kopyciaka, Alfreda Niewiadomskiego, Stanisława Orłowskiego, Karola Pejdy, Bolesława Siwieckiego, Bazylego Stepaniewko, Wacława Wojewody. Statut ZTF zatwierdzono 14 października 1961 roku. Pierwszym prezesem Zarządu Zamojskiego Towarzystwa Fotograficznego był Stanisław Orłowski, pełnił funkcję prezesa przez 50 lat – do 2011 roku.
Łącznie od początku działalności stowarzyszenie zorganizowało ok. 500 wydarzeń artystycznych (m.in. konkursy fotograficzne, wystawy indywidualne oraz zbiorowe), w których wystawiono około 10 000 fotografii. Wielu członków ZTF zostało wyróżnionych akceptacjami, medalami, nagrodami, wyróżnieniami, dyplomami, listami gratulacyjnymi.

## Działalność
Celem działalności Zamojskiego Towarzystwa Fotograficznego jest propagowanie oraz popularyzacja fotografii. Począwszy od 1968 roku ZTF jest organizatorem cyklicznego Ogólnopolskiego Biennale Fotografii Zabytki. Stowarzyszenie prowadzi aktywną działalność wystawienniczą (wystawy indywidualne, zbiorowe, pokonkursowe) – dla członków PTF i innych fotografów (m.in. prezentowano prace fotografów z Polski, Białorusi, Holandii, Japonii, Stanów Zjednoczonych, Szwecji, Ukrainy, Włoch). Stowarzyszenie prezentowało między innymi wystawy indywidualne – Anny Bedyńskiej, Zdzisława Beksińskiego, Stefanii Gurdowej, Edwarda Hartwiga, Ireny Jarosińskiej, Andrzeja Kramarza, Jerzego Lewczyńskiego, Michała Łuczaka, Rafała Milacha, Adama Pańczuka, Pawła Pierścińskiego, Henryka Poddębskiego, Agnieszki Rayss, Tadeusza Rolke, Zofii Rydet, Tadeusza Sumińskiego, Wojciecha Wieteski, Wojciecha Wilczyka.
Zamojskie Towarzystwo Fotograficzne dysponuje własnymi przestrzeniami wystawienniczymi – Galerią Fotografii Ratusz oraz Galerią Fotografii Stylowy przy Centrum Kultury Filmowej Stylowy. Spotkania członków i sympatyków ZTF odbywają się raz w miesiącu.

## Członkowie honorowi ZTF
- Witold Korniewski
- Jerzy Lewczyński
- Stanisław Orłowski
- Paweł Pierściński
- Ryszard Staroń

Źródło